# Susanne Riesch
Susanne Riesch (Garmisch-Partenkirchen, 8 december 1987) is een Duitse voormalige alpineskiester, die was gespecialiseerd op het onderdeel slalom. Riesch is de jongere zus van alpineskiester Maria Riesch.

## Carrière
Riesch maakte haar wereldbekerdebuut in februari 2006 in Ofterschwang. Negen maanden na haar debuut scoorde ze, dankzij een vijfde plaats in Levi, haar eerste wereldbekerpunten. Op de wereldkampioenschappen alpineskiën 2007 in Åre wist de Duitse niet te finishen op de slalom, haar enige onderdeel. In Val-d'Isère nam Riesch deel aan de wereldkampioenschappen alpineskiën 2009, op dit toernooi wist ze wederom de finish niet te bereiken op de slalom. In december 2009 stond de Duitse in Åre voor de eerste maal in haar carrière op het podium van een wereldbekerwedstrijd.
Op de Olympische Winterspelen in Vancouver moest Riesch in de tweede run van de slalom opgeven. Op 6 januari 2015 kondigde Riesch haar afscheid aan.

## Resultaten

### Wereldkampioenschappen
| Jaar | Plaats                 | Resultaten  |
| ---- | ---------------------- | ----------- |
| 2007 | Åre                    | DNF1 Slalom |
| 2009 | Val-d'Isère            | DNF1 Slalom |
| 2011 | Garmisch-Partenkirchen | DNF2 Slalom |

### Olympische Spelen
| Jaar | Plaats    | Resultaten  |
| ---- | --------- | ----------- |
| 2010 | Vancouver | DNF2 Slalom |

### Wereldbeker

#### Eindklasseringen
| Seizoen   | Algm | SL  | SC  |
| --------- | ---- | --- | --- |
| 2006/2007 | 89e  | 30e | -   |
| 2007/2008 | 81e  | 33e | -   |
| 2008/2009 | 47e  | 16e | 38e |
| 2009/2010 | 25e  | 7e  | -   |
| 2010/2011 | 41e  | 13e | -   |
| 2013/2014 | 91e  | 36e | -   |